# 衛斯理·穆迪
衛斯理·穆迪（Wesley Moodie，1979年2月14日—）是一位南非職業網球運動員，2000年轉職業。

## 職業生涯
他從小開始打網球，在1996年2月贏得了南非青少年名人賽。
2003年溫網，穆迪第一次打進第三輪，輸給塞巴斯蒂安·格羅斯讓，後來他美國復仇成功。穆迪2005年的日本公開賽贏得他的第一個ATP巡迴賽單打冠軍，在決賽以1-6，7-6，6-4擊敗5號種子馬里奧·安契奇。
在2005年溫網他與斯蒂芬·胡斯合作，成為第一個從資格賽打起而贏得溫布爾登網球男子雙打冠軍的選手。

## 外部連結
- 衛斯理·穆迪（英文/西班牙文）的官方資料
- 衛斯理·穆迪的國際網球總會 職業／青少年 官方資料（英文）
- 衛斯理·穆迪的官方資料（英文）